# Finn Zecher
Finn Zecher (* 1. September 2000 in Darmstadt) ist ein deutscher Handballtorwart.

## Karriere
Zecher wechselte im Alter von 14 Jahren von der SG Egelsbach als Bezirksauswahltorhüter des Bezirkes Darmstadt zur TVG Junioren Akademie des TV Großwallstadt. Als A-Jugendlicher erhielt er in der Saison 2017/18 Spielanteile in der 3. Liga. Weiterhin spielte er in der deutschen U18-Nationalmannschaft.
Zecher, dessen Mutter früher als Fußballspielerin für den 1. FFC Frankfurt in der Bundesliga aktiv war, schloss sich im Jahr 2018 dem TBV Lemgo an. Dort lief er anfangs überwiegend für die 2. Mannschaft in der 3. Liga auf und erhielt in der Saison 2018/19 seine ersten Spielanteile in der Bundesligamannschaft. Am 4. Juni 2021 gewann Zecher mit dem TBV Lemgo den DHB-Pokal 2019/20, wozu er im Finale nach seiner Einwechslung mit elf Paraden beitrug. Aufgrund seines herausragenden Anteils am Titelgewinn wurde er zum besten Torhüter des Final Four Turniers des DHB-Pokals gekürt.
Zecher wechselte im Sommer 2024 zum TuS N-Lübbecke. Im Februar 2025 löste er seinen Vertrag vorzeitig auf und wechselte zum Erstligisten HC Erlangen.